# アジアの曙 (テレビドラマ)
『アジアの曙』（アジアのあけぼの）は映画監督・大島渚が監督をつとめた唯一の連続テレビドラマで、ＴＢＳ・国際放映などが製作し1964年12月9日から1965年3月3日までＪＮＮ系列で放送された。
辛亥革命後に袁世凱独裁へ抵抗してはじまった第二革命を舞台に、日本人の主人公が、中国の革命家たちとともに熾烈な闘争へ身を投じてゆく様子が描かれる。原作は山中峯太郎の自伝的作品『実録・アジアの曙』。全１３話。

## 概要
1960年代半ばのＴＶ各局では、熱血漢の主人公を立てた波瀾万丈の連続ドラマが人気を集めており、ＴＢＳは『柔道一代』（1963）などに主演していた御木本伸介を起用、自局の『夕日と拳銃』（1964）の後続番組として『アジアの曙』を企画した。
監督にはすでに『青春残酷物語』（1960）を成功させ俊秀の映画監督として注目を集めていた大島渚があてられた。大島は『日本の夜と霧』の上映中止事件などを機に松竹を退社、自前のプロダクション・創造社を設立したころで、自身の映画制作のための資金づくりの一環としてこれを引き受けることになった。
しかし広大な中国大陸での革命戦争シーンはすべて国内ロケで撮影せざるをえなかったうえ、セットやエキストラにも十分な予算が割けず、戦闘シーンよりも革命家たちの会議や議論ばかりがドラマの中心となったことなどから、視聴率はふるわなかった。
全１３話を通しての視聴率は平均６%と、当時の時点でＴＢＳの開局以来もっとも低い数字となり、批評家からの評価も芳しくなかった。　映画よりも制約の多い場で思うように撮影ができなかった大島は、以後、いっさいＴＶドラマを手がけようとしなかった。
しかし脚本には、大島が後に『絞死刑』（1968）などの作品をともに作ることになる佐々木守・田村孟らが加わり、変革に抵抗しようとする民衆をめぐる理想と現実のせめぎあいといった、1960年安保闘争の経験をへた当時の大島らの革命観が積極的に盛り込まれており、大島が手がけた中では異色の作品となっている。
全1３回、各回５３〜５４分（合計687分）。

## あらすじ
明治40年11月、陸軍幼年学校を最優等で卒業した主人公の中山峯太郎（御木本伸介）が、明治天皇の前で御前講演を行うシーンから物語は始まる。
陸軍士官学校に進み中国語の習得ですぐれた能力を示した中山は、そこで清国からの留学生、李烈鈞（佐藤慶）や周育賢（戸浦六宏）らと出会う。薩長出身の同級生らから留学生たちが執拗なあざけりと差別を受けていることに熱血漢の中山は憤激し、つねに留学生の側に立ったことで、彼らの間に固い友情が結ばれる。清国留学生たちは、在京の中国人やそれを支持する日本人らと結んで、ひそかに革命思想を温めていた。これに影響を受けた中山は、東京で活動していた孫文（加藤嘉）の演説に接して深く感銘を受ける。やがて辛亥革命が起きると、清国留学生たちは陸軍側の制止を振りきって一斉に退学、革命に加わるため故国へ帰ってゆく。
陸軍大学校に進んだ中山は榊原康子（小山明子）と結婚し、やがて生まれた息子とともに束の間の幸せな日々を送るが、ある日、李烈鈞から革命への参加を促す電報が届く。決意を固めた中山はわざと陸軍大学校の授業方針を公然と批判してみせ、退学処分を受けて軍籍を剥奪される。日本陸軍と関係を断った中山は、康子と息子を日本に残して単身上海へと渡り、李烈鈞らと再会。彼らは辛亥革命に加わるため中国へ戻ったはずだったが、清朝滅亡後に早くも独裁政権と化しつつあった袁世凱に強く反発し、これを倒すため、郁栄（芳村真理）や何子奇将軍（小松方正）らの同士とともに第二革命を組織しようとていた。中山は士官学校で学んだ知識をもとに、戦略参謀として彼らの闘争に加わる。
しかし袁世凱軍は軍備と資金の豊富さで李烈鈞らを圧倒、第二革命軍は上海から南昌、長沙へと拠点を移しながら、しだいに敗走を始める。中山はその中で、李烈鈞たちの軍が各地の農民たちから支持を得られず、また内部の裏切りや離反が相次いで、第二革命がまったくの失敗に終わる過程をつぶさに目撃することになる。そして日本軍は欧米列強と同様に大陸侵攻の野心を明確にしはじめ、李烈鈞らの軍隊が排日・抗日を目標に掲げるに及んで、中山は当初の理想と現実の相克に深く苦しみ、病に倒れる。
中山を連れ戻すため中国を訪れた康子や、旧師の井戸川（久米明）らに説得され、中山は日本帰国を受け入れるが、李烈鈞たちにつづく若い世代の革命家たちが活動を始めていることを知る。そして渡航直前の最後の瞬間に帰国の意思をひるがえし、新しい中国建設の夢をかかげた革命闘争へ参加するため、単騎、中国奥地へ向かって駆けてゆくのだった。

### 史実との関係
李烈鈞は実在の人物で、実際に日本の陸軍士官学校へ留学中に革命思想にふれ、中国同盟会に加わっている。ただし士官学校は正式に卒業し、中国へ帰国後に革命派の地方幹部として江西省で都督に任命されている。
清朝崩壊後の1912年3月（明治45年）に袁世凱が臨時大統領に就任すると、しだいに孫文らの率いる国民党と袁世凱政権は革命路線をめぐって対立を深め、翌1913年7月（大正2年）、李烈鈞は孫文の指令を受けて江西独立を宣言、袁世凱討伐の軍司令部を設置して第二革命が開始される。
ドラマでは、この様子が架空の将軍や女性革命家を散りばめて描かれる。孫文らの期待した人々の蜂起が広がらず、孫文・李烈鈞らの蜂起軍がわずか２か月で崩壊したのも史実どおりで、ドラマ上の時系列もほぼ史実に沿っている。
主人公・中山のモデルとなった原作者の山中峯太郎も、革命参加のため意図的に軍事大学校を退学した。ただし退学後、実際には東京朝日新聞の通信員として上海へ派遣されており、第二革命の失敗後、山中は日本へ帰って日本陸軍との関係をしばらく続けている。

### 原作との異同
大筋と登場人物は原作に沿っているものの、主人公の峯太郎と康子との縁談を取り持ったのが東条英機ではなく井戸川少佐に変更されているほか、実際には峯太郎が中国に渡った時点で長男は既に1歳半だったが（康子は第二子を妊娠していたと後に判明する）長男誕生直後に中国へ旅立っていたり、康子が峯太郎を追って中国に渡るなど、設定と展開にはドラマ独自の部分がある。

## スタッフ
- 制作：中島正幸、島村達芳[8]
- 原作：山中峯太郎『実録・アジアの曙』
- 脚本：佐々木守・田村孟（1〜6、10、11、13話）、佐々木守・石堂淑郎（7〜9、12話）
- 監督：大島渚
- 撮影：菱田誠
- 音楽：司一郎
- 美術：今保太郎、小島初雄
- 照明：久米成男
- 編集：浅井弘
- 助監督：片桐直樹
- 制作補：山口卓治
- タイトル画：樺島勝一
- 製作：創造社、国際放映、TBS
- 提供：日野自動車[9]、第一製薬[9]

## キャスト
- 中山峯太郎：御木本伸介[8]
- 康子（中山の妻）：小山明子
- 李烈鈞：佐藤慶
- 周育賢：戸浦六宏
- 郁栄：芳村真理
- 何子奇：小松方正
- 孫文：加藤嘉
- 令鈴：立川さゆり
- 佐伯幸子：松本典子
- 田応詔：椎原邦彦
- 黒炎児：市川好郎
- 井戸川：久米明
- 八田徳兵衛：佐野浅夫
- 寺内正毅：三津田健
- 伊瀬知：平田守
- 斉藤竜雄：日恵野晃
- 袁世凱：陶隆
- 劉世訓：柳生博
- 劉菊芳：加藤治子
- 美瑛：小林千登勢
- 方声涛：永井一夫
- 林虎：観世栄夫
- 陳元竜：安達国晴
- 徐海東：成瀬昌彦
- 趙仲実：寺島幹夫
- 朱浩：小川真由美
- 阿香：寺田路恵
- 黄興：浜田寅彦
- 揚成武：天野鎭雄
- 康子の父：青野平義
- 康子の母：川上夏代
- 香蘭：内田高子
- 親爺：左右田一平
- 弓明哲：新克利

## 初回放送日一覧
| 回 | 放送年月日     | サブタイトル     | 脚本               | 監督   |  |
| -- | -------------- | ---------------- | ------------------ | ------ |  |
| 1  | 1964年 12月9日 | タイトル不明     | 佐々木守、田村孟   | 大島渚 |  |
| 2  | 12月16日       | タイトル不明     | 佐々木守、田村孟   | 大島渚 |  |
| 3  | 12月23日       | タイトル不明     | 佐々木守、田村孟   | 大島渚 |  |
| 4  | 12月30日       | タイトル不明     | 佐々木守、田村孟   | 大島渚 |  |
| 5  | 1965年 1月6日  | タイトル不明     | 佐々木守、田村孟   | 大島渚 |  |
| 6  | 1月13日        | タイトル不明     | 佐々木守、田村孟   | 大島渚 |  |
| 7  | 1月20日        | 愛情の墓標       | 佐々木守、石堂淑朗 | 大島渚 |  |
| 8  | 1月27日        | 帰れ康子         | 佐々木守、石堂淑朗 | 大島渚 |  |
| 9  | 2月3日         | さらば烈鈞       | 佐々木守、石堂淑朗 | 大島渚 |  |
| 10 | 2月10日        | 泣くな朱浩       | 佐々木守、田村孟   | 大島渚 |  |
| 11 | 2月17日        | ああ郁栄         | 佐々木守、田村孟   | 大島渚 |  |
| 12 | 2月24日        | 荒野の奪還       | 佐々木守、石堂淑朗 | 大島渚 |  |
| 13 | 3月3日         | いつの日か会わん | 佐々木守、田村孟   | 大島渚 |  |

- 放送中ではサブタイトルは表示されていない。

## エピソード
- タイトルは『アジアの曙』ではあるが、戦前に山中峯太郎が発表した軍事冒険小説『亜細亜の曙』ではなく、1962年に文藝春秋誌に連載された山中峯太郎の実体験に基づく『実録・アジアの曙』が原作。
- 大島は、創造社として劇映画を撮る為の資金作りとして、連続テレビ映画の仕事をするのがいいと考えた、と本作を手掛けた動機を語っている。[1]
- 製作発表会見の席上、記者が「なぜこんなものを取り上げる気になったのか」と質問し、大島を激怒させている。[10]
- 第一話撮影前、大島は2週間程度で帰国するつもりで日本テレビのドキュメンタリー番組『青春の碑』撮影の為に韓国へ行き、丸2ヶ月を費やしてしまった。一部キャストも未定の状態で、大島の帰国が遅れて、第一話の完成が放送開始に間に合わない事態が危惧されたため、残されたスタッフが未定だった配役を選定、森川英太朗を監督代行に決めて、ギリギリまで大島の帰国を待った。大島はタイムリミット間際に帰国し、撮影が開始された。未定だった配役のうち「令鈴に立川君がきまってたのはおどろいたな」と大島が言ったのを聞いた佐々木守は、「留守部隊、苦心のキャスティングだったのである。文句いうな、と心で思った」と述懐している[4]。
- 初回の試聴率が振るわなかったうえ、批評も芳しくなく、3人の脚本家での分担体制から生じる齟齬もあり、商売と割り切って撮り上げることの出来る作家でもないため、モチベーションが低下してしまい、辛い仕事であったと大島は述べている。そのため、以後は絶対に連続テレビドラマはやらないと決めたという。[11]
- 視聴率不振の理由をTBS側は、「主人公の性格描写が一貫性を欠き不自然で、青年層に見放されたこと」「妻子を置いて革命のためにたたかう夫の心理が理解を得られず、女性と子どもが積極的についてゆけなかったこと」と分析している。一方の大島は「失敗作ではない。私は自分の言うべきことはあの作品で十分に言ったつもりだし、6%というのは、360万人が見てくれたわけで、その人達は、理解してくれているはずです」と述べている。[2]
- 脚本を担当した佐々木守は、「テレビ番組であれほど「革命」という言葉をくりかえした作品は空前絶後であろうと思う」としている。[12]
- TBSは本作を「中共へ輸出をすることを試みたが」失敗したと、週間新潮の記事にはある。[2]

## 映像ソフト
- VHS、DVD等のソフト化はされておらず、映画史家の四方田犬彦は「ぜひどこかでDVD化していただきたいものである。」と記している。[13]
- 1983年に三百人劇場（東京）で初めて全13話が一挙上映され、その後、2012年7月と11月にアテネ・フランセ文化センター（東京）、シネ・ヌーヴォ（大阪）で一挙上映が行われたほか、2000年1月にチャンネルNECOで放送。2023年5月には国立映画アーカイブ（東京）でも大島渚特集の一環として全13話が上映された[14]。国外では、パリのシネマテーク・フランセーズなどで断片的な上映例がある[15][16]。